# Kryštof II. Dánský
Kryštof II. Dánský (29. září 1276 – 2. srpna 1332) byl dánský král v letech 1320–1326 a 1329–1332. Je považován za jednoho z nejhorších panovníků v historii této země.

## Biografie

### Původ a mládí

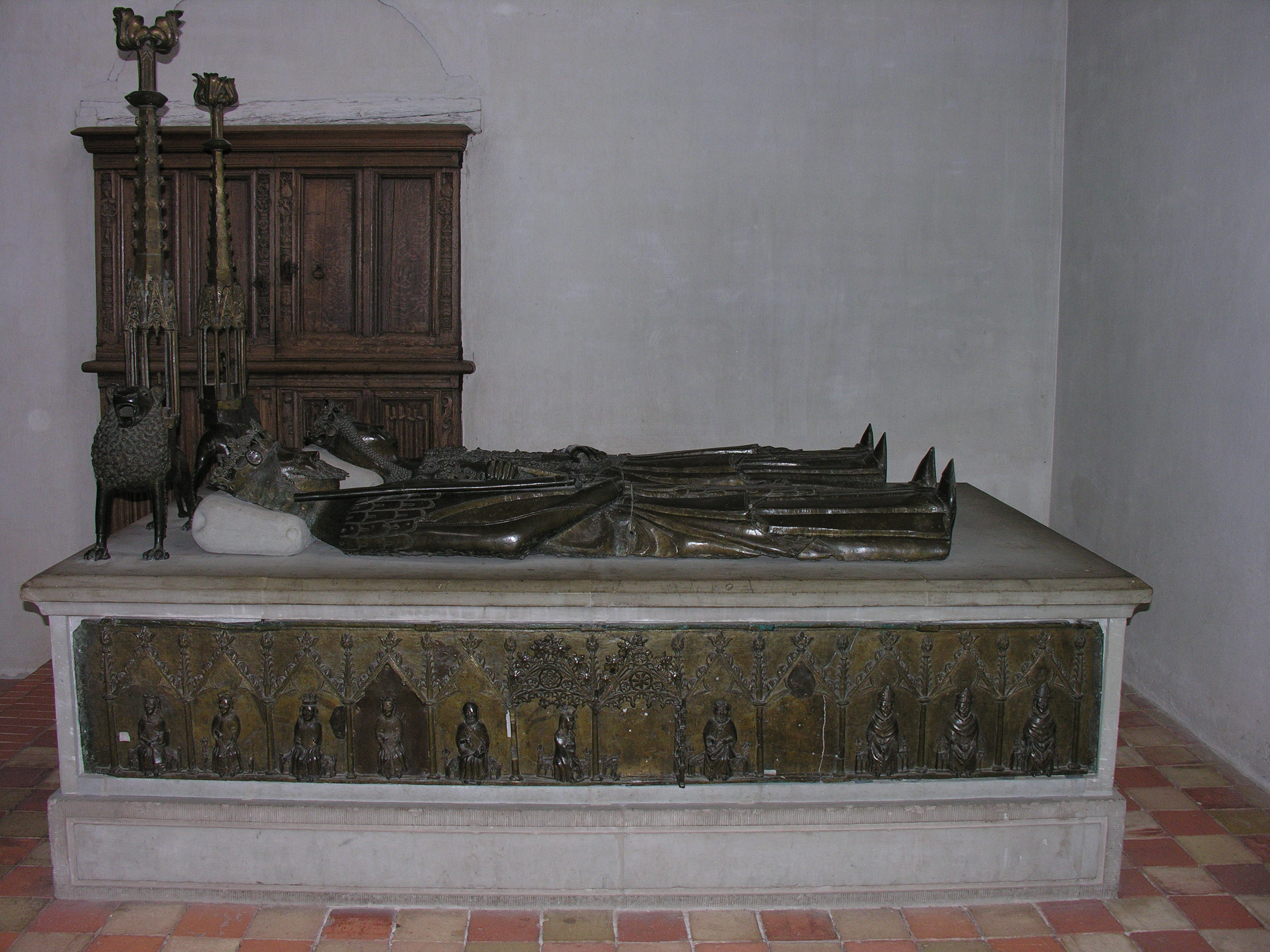
Náhrobek krále Kryštofa II. a jeho manželky Eufemie Pomořanské v Sorø.

Kryštof II. se narodil jako syn dánského krále Erika Klippinga a jeho manželky Anežky Braniborské (zm. 1304), dcery braniborského markraběte Jana I. (jejím druhým nanželem se po smrti Erika Klippinga stal Gerhard II. Šlesvicko-Holštýnský). Jeho starším bratrem byl Erik Menved.
Již v roce 1315 musel Kryštof prchnout ze země, neboť vyšly najevo jeho snahy o získání trůnu. Přesto po smrti svého staršího bratra, krále Erika Menveda (13. listopadu 1319), který ještě na smrtelné loži varoval před tím, aby mu byla předána vláda, se v roce 1320 stal – jako jediný právoplatný následník – panovníkem zadlužené a vnitřními rozpory zmítané země. Aby toho dosáhl, musel podepsat závazek, kterým většinu reálné vlády předal do rukou bohaté šlechty a biskupů, a zavázal se splatit dluhy vzniklé za Erika Menveda.
Svými značnými aktivitami v severním Německu si Kryštof zajistil silný politický vliv. Získání pozice leníka bylo však tak nákladné, že král musel (nelegálně) stanovit v zemi nové daně. Vedlo to ke vzpouře a povstání v Jutsku a na ostrově Fyn. V té situaci roku 1326 se musel Kryštof opět zachránit útěkem z Dánska. Přes obrovskou půjčku a ozbrojený pokus se navrátit král odpor nepřekonal a musel se vrátit do Německa; jeho vláda byla přerušena na tři roky. Na trůn dočasně nastoupil jedenáctiletý Valdemar III.
V roce 1329 využiv neshod mezi jinými uchazeči o vládu se Kryštof vrátil na trůn. Byl však králem pouze podle jména, reálnou vládu nikdy nezískal – ta zůstala v rukou věřitelů (především holštýnských hrabat Gerharda a Johanna) – a nezbavil se ani svého obrovského dluhu.
Po Kryštofově smrti 2. srpna 1332 započalo v Dánsku 8 let trvající bezvládí (interregnum), v historické literatuře zvané dobou Gerharda a Johanna.

### Manželství a potomci
Před rokem 1307 se oženil s Eufemií Pomořanskou, dcerou pomořanského knížete Bohuslava IV. Z jejich manželství vzešlo šest potomků, jen tři se však dožili dospělosti:
- Markéta (ca 1308–1340), ∞ 1324 braniborský markrabě Ludvík V. Bavorský
- Erik (ca 1310–1332),
- Otto (* 1312),
- Anežka (zemřela jako dítě),
- Hedvika (zemřela jako dítě),
- Valdemar Atterdag, pozdější dánský král Valdemar IV.

Král Kryštof II. zemřel 2. srpna 1332. Byl pochován po boku své manželky v klášterním kostele cisterciáckého kláštera v Sorø, kde se zachoval jejich náhrobek.